# Facundo Juárez
 Facundo Daniel Juárez (Santiago del Estero, Argentina, 8 de noviembre de 1993) es un futbolista argentino. Juega como volante en San Luis de la Primera B de Chile.

## Trayectoria
Oriundo de Santiago del Estero, se inició en el Unión Santiago, para luego pasar a formar parte de Mitre de Santiago del Estero. Entre 2017 y 2020, jugó en el fútbol mexicano, defendiendo los colores de Celaya F. C. y Dorados de Sinaloa. En septiembre de 2020, regresó a Mitre. En diciembre de 2023, se anunció que no continuaria en el club santiagueño.
En enero de 2024 es anunciado como nuevo jugador de Deportes Limache de la Primera B de Chile.

## Clubes
| Club                         | País      | Año       |
| ---------------------------- | --------- | --------- |
| Mitre de Santiago del Estero | Argentina | 2015-2017 |
| Celaya F. C.                 | México    | 2017-2018 |
| Dorados de Sinaloa           | México    | 2018-2020 |
| Mitre de Santiago del Estero | Argentina | 2020-2023 |
| Deportes Limache             | Chile     | 2024      |
| San Luis                     | Chile     | 2025-Act. |